# 河东路176号别墅
河东路176号别墅位于中国江西省庐山牯岭东谷河东路176号，1996年被列为全国重点文物保护单位。
河东路176号别墅原称美国圣公会海外教会居地，是1896年汉口美国圣公会建造的。1946年至1948年为国民党励志社所有，用于接待外国驻华大使及国民政府要员。1959年庐山会议期间，彭德怀在此居住，因而此处也被称为“彭德怀罢官处”。
该别墅仅一层，坐东朝西，面积333平方米，庭院占地较大，约2900平方米。平面呈矩形，结构对称，两头各有一个套间和一个单间，中间为共用的客厅。